# Holophaea gentilicia
Holophaea gentilicia är en fjärilsart som beskrevs av William Schaus 1911. Holophaea gentilicia ingår i släktet Holophaea och familjen björnspinnare. Inga underarter finns listade i Catalogue of Life.